# سفارة دولة الإمارات العربية المتحدة بالدوحة
سفارة دولة الإمارات العربية المتحدة بالدوحة هي البعثة الدبلوماسية لدولة الإمارات لدى دولة قطر . تقع السفارة في المنطقة الدبلوماسية في الخليج الغربي، بالدوحة . 
يشغل منصب السفير الحالي الشيخ زايد بن خليفة بن سلطان آل نهيان منذ سبتمبر 2023. 

## تاريخ
ترتبط بين الإمارات العربية المتحدة ودولة قطر علاقات دبلوماسية منذ تأسيس دولة الإمارات العربية المتحدة في عام 1971. وفي 5 يونيو 2017، كجزء من الأزمة الدبلوماسية القطرية، قطعت الإمارات العربية المتحدة العلاقات الدبلوماسية مع قطر. 
في 6 يناير 2021، اتفق البلدان على استعادة العلاقات الدبلوماسية بشكل كامل. 
وفي 19 يونيو 2023، أعيد فتح سفارة دولة قطر في أبو ظبي وقنصليتها في دبي، والسفارة الإماراتية في الدوحة، حيث استأنفت عملها. 

## سفير
قدم الشيخ زايد بن خليفة بن سلطان آل نهيان أوراق اعتماده إلى سمو الشيخ تميم بن حمد آل ثاني أمير دولة قطر في سبتمبر 2023.  وكان قبل تعيينه سفيرا في قطر، شغل مناصب استشارية مختلفة في الحكومة. 